# Женев, Поль
Поль Клеман Женев (фр. Paul Clément Genève; 30 июля 1925, Помье-ла-Пласетт — 3 декабря 2017, Сен-Лоран-дю-Пон) — французский легкоатлет, выступавший в беге на длинные дистанции, кроссе и марафонском беге. Участник летних Олимпийских игр 1960 года.

## Биография
Поль Женев родился 30 июля 1925 года во французском городе Помье-ла-Пласетт.
Выступал в легкоатлетических соревнованиях за «Вуарон».
В 1958 году участвовал в чемпионате Европы в Стокгольме. Занял в марафоне 17-е место с результатом 2 часа 35 минут 20,4 секунды.
В 1960 году вошёл в состав сборной Франции на летних Олимпийских играх в Риме. В марафоне занял 35-е место, показав результат 2:31.20,0 и уступив 16 минут 3,8 секунды завоевавшему золото Абебе Бикиле из Эфиопии.
В 1962 году участвовал в чемпионате Европы в Белграде. В марафоне стал 19-м (2:45.08,0).
Умер 3 декабря 2017 года во французском городе Сен-Лоран-дю-Пон.